# Erika Solbrig
Erika Solbrig ist eine deutsche Schauspielerin und Regisseurin.

## Leben
Solbrig studierte Schauspiel an der Hochschule für Theater und Musik Halle. Nach dem Studium arbeitete sie als Schauspielerin am Theater Plauen-Zwickau, Mecklenburgischen Staatstheater Schwerin und Volkstheater Rostock. Im Theater an der Parkaue in Berlin spielte sie in den Stücken Schneeball, Ihre Freunde, Die verzauberten Brüder, Emil und die Detektive, Funkspruch aus Kubberlitz, Erste Liebe, Robinson soll nicht sterben und Der Lügner. Außerdem war sie als Synchronsprecherin, beim Rundfunk und Fernsehen tätig. Später wurde sie Regisseurin und Kabarettistin an der Leipziger Pfeffermühle. Sie war ferner Dozentin für Schauspiel an der Hochschule für Musik „Felix Mendelssohn Bartholdy“ Leipzig.
Als Regisseurin wirkte sie am Thüringer Landestheater Eisenach. Solbrigs Inszenierungen wurden bei den Berliner Festspielen uraufgeführt. Heute ist sie als Dozentin und Regisseurin an der Akademie für darstellende Kunst Ulm und der Kammeroper Ulm tätig. Zu ihren Inszenierungen gehören hier: Bastien und Bastienne, Die Magd als Herrin, Papageno spielt auf der Zauberflöte, Friederike, Meine Schwester und ich und Die Entführung aus dem Serail. Das Landestheater Schleswig-Holstein in Flensburg setzte Solbrigs Aufführung Die Csárdásfürstin auf den Spielplan.

## Schüler
- Sigune von Osten – Professorin für Gesang

## Filmographie
- Albumblätter. Kleines Fernsehspiel (ZDF). Deutschland 1992. Regie: Petra Morsbach.

## Diskographie
Solbrig war an den folgenden DDR-Hörspielen beteiligt:
- Der verzauberte Hund.
- Die Koralle.
- Die Verfolgung und Ermordung Jean Paul Marats dargestellt durch die Schauspielergruppe des Hospizes zu Charenton unter Anleitung des Herrn de Sade.
- terra incognita.